# Le Thuit-Anger
Le Thuit-Anger era una comuna francesa situada en el departamento de Eure, de la región de Normandía, que el 1 de enero de 2016 pasó a ser una comuna delegada de la comuna nueva de Le Thuit-de-l'Oison al fusionarse con las comunas de Le Thuit-Signol y Le Thuit-Simer.

## Demografía
| Gráfica de evolución demográfica de Le Thuit-Anger entre 1800 y 2013 |
|                                                                      |

Los datos demográficos contemplados en este gráfico de la comuna de Le Thuit-Anger se han cogido de 1800 a 1999 de la página francesa EHESS/Cassini, y los demás datos de la página del INSEE.